# Ernst von Krause
Ernst von Krause (* 25. August 1884 in Königsberg; † 10. Juli 1960 in Freiburg im Breisgau) war ein deutscher Generalmajor des Heeres im Zweiten Weltkrieg.

## Leben

### Herkunft
Die bürgerlichen Vorfahren stammen aus Westpreußen. Der Vater war der 1913 nobilitierte Politiker Paul von Krause, die Mutter Anna Burchard stammte aus Ostpreußen. Sein ältester Bruder war der Landrat Paul von Krause.

### Frühe Jahre
Krause trat am 7. Juli 1901 als Leutnant dem 1. Ostpreußischen Grenadier-Regiment Nr. 1 „Kronprinz“ der Preußischen Armee bei und wurde Mitte Mai 1904 in das Infanterie-Regiment „Graf Dönhoff“ (7. Ostpreußisches) Nr. 44 versetzt, wo er von 1907 bis 1912 Adjutant des I. Bataillons war. Er stieg Im August 1910 zum Oberleutnant auf, absolvierte die Kriegsakademie und wurde 1912 in das Leib-Grenadier-Regiment „König Friedrich Wilhelm III.“ (1. Brandenburgisches) Nr. 8 versetzt, mit dem er nach Ausbruch des Ersten Weltkrieges ins Feld zog.

### Erster Weltkrieg
Dort wurde Krause am 24. August 1914 als Zugführer schwer verwundet. Nach einer längeren Genesungszeit war er nicht mehr frontverwendungsfähig und wurde als Hauptmann bis Januar 1915 zunächst in den Ersatz-Generalstab des Heeres nach Berlin versetzt. Von dort kam er als Ordonnanzoffizier zur 80. Reserve-Division. Im April 1915 wurde Krause in den Generalstab der Obersten Heeresleitung abkommandiert. Dort verblieb er dann bis zum 18. Oktober 1915. Bis September 1916 diente Krause dann in einem nicht näher bekannten Generalstab sowie anschließend bis 1917 als Zweiter Generalstabsoffizier im Generalstab des Generalkommandos 61. Nach einem weiteren Krankenhausaufenthalt im Spätsommer 1917 wurde Krause im Herbst 1917 in den Generalstab des Generalgouvernement Belgien in Antwerpen versetzt. Dort diente er dann über das Kriegsende hinaus bis zum 18. April 1920 und schied dann unter Verleihung des Charakters eines Major aus dem aktiven Militärdienst aus.

### Zwischenkriegszeit und Zweiter Weltkrieg
Krause wurde am 1. August 1932 als L-Offizier unter gleichzeitiger Ernennung zum Major in der Reichswehr angestellt. In dieser Position fungierte er bis zum 9. April 1940 im Reichswehrministerium, später im Oberkommando des Heeres in Berlin in der dortigen Abteilung Fremde Heere. Seine Reaktivierung für den Wehrdienst erfolgte in diesem Zusammenhang bereits am 1. Juni 1935 sowie die Beförderung zum Oberstleutnant am 1. Januar 1938. Nach der Besetzung Dänemarks am 9. April 1940 durch deutsche Verbände im Zuge des Unternehmens Weserübung fungierte Krause vom 9. April 1940 bis 1. September 1941 als Chef des Generalstabes beim Wehrmachtbefehlshaber Dänemark unter General der Infanterie Erich Lüdke. Dort erhielt er zum 1. April 1941 seine Beförderung zum Oberst.
In der Frühphase des ab Juni 1941 begonnenen Ostfeldzuges, wurde Krause nach der Besetzung der Ukraine im Sommer 1941 zum Chef des Generalstabes des Wehrmachtbefehlshabers Ukraine Generalleutnant der Reserve Waldemar Henrici (ab November 1942 General der Flieger Karl Kitzinger) ernannt. Diese Funktion übte Krause sodann bis März 1944 aus. Zu diesem Zeitpunkt waren weite Teile der Ukraine bereits von der Roten Armee befreit worden, sodass Krause anschließend bis Mai 1944 in die Führerreserve beim Oberkommando der Wehrmacht versetzt wurde.
Am 17. Mai 1944 wurde er zum Chef des Generalstabes der Feldjäger-Kommandos II ernannt. Eine Ordnungstruppe, die direkt dem OKW untergeordnet war. Allerdings gab Krause diesen Posten bereits zum 1. August 1944 auf, um als Chef des Generalstabes beim Militärbefehlshaber Frankreich, General der Flieger Karl Kitzinger, ernannt zu werden. Ob Kitzinger bei der Abkommandierung von Krause direkt oder indirekt beteiligt war, ist nicht feststellbar. Es ist aber aufgrund der Einsätze beider Personen in der Ukraine von November 1942 bis März 1944 denkbar. Im Oktober 1944 wurde Krause zum Chef des Generalstabes beim Marineoberkommando West unter dem Kommando von Admiral Theodor Krancke ernannt. Krancke unterstanden dabei ab dem 20. Oktober 1944 auch die in den Festungsgebieten eingeschlossenen Verbände des Heeres. Im März 1945 schied Krause aus dieser Funktion aus und war bis Kriegsende dann Offizier zur besonderen Verwendung beim Oberbefehlshaber West Generalfeldmarschall Albert Kesselring. Am 8. Mai 1945 geriet er in alliierte Kriegsgefangenschaft, aus der er am 20. Dezember 1947 wieder entlassen wurde.